# Philip Pierre
Philip Joseph Pierre est un homme politique lucien. 
Il est actuellement Premier ministre de Sainte-Lucie et dirigeant du Parti travailliste de Sainte-Lucie, qu'il mène à la victoire aux élections législatives sainte-luciennes de 2021.

## Biographie
Philip Pierre commence sa carrière comme enseignant au Saint Mary's College (en) de septembre 1972 à septembre 1973. Par la suite, il se lance dans l'industrie de la finance et fonde sa propre société dont il devient le directeur général : Philip J. Pierre Business Services Limited de 1990 à 1997.
En 1997, il est élu représentant de Castries-Est sous la bannière du Parti travailliste de Sainte-Lucie (SLP).
En 2011, il devient vice-Premier Ministre chargé des infrastructures et des transports dans le gouvernement de Kenny Anthony.
En 2016, il prend la direction du SLP après la démission de Kenny Anthony de ce poste à la suite de la défaite du SLP lors des élections de 2016.
Il mène le SLP à la victoire aux élections législatives du 26 juillet 2021 et prête serment comme premier ministre deux jours plus tard,.